# Nicholas Liverpool
Nicholas Liverpool, właśc. Nicholas Joseph Orville Liverpool (ur. 9 września 1934 w Berekua, zm. 1 czerwca 2015 w Miami) – dominicki polityk, od 3 października 2003 do 17 września 2012 prezydent Dominiki.
Zrezygnował z urzędu z powodów zdrowotnych na rok przed konstytucyjnym końcem drugiej kadencji. Zmarł po długiej chorobie, 1 czerwca 2015 w klinice w Miami.